# Walter Pagliaro
Walter Pagliaro (Conversano, 26 agosto 1950) è un regista teatrale italiano.

## Biografia
Dopo il diploma come regista all'Accademia Nazionale d'Arte Drammatica e dopo la laurea in Architettura all'Università degli Studi di Firenze, inizia la carriera come assistente di Giorgio Strehler.
In seguito, collabora per anni con il Piccolo Teatro di Milano.
Ha diretto messinscene anche al Teatro Stabile di Genova, Teatro greco di Siracusa, Teatro Stabile di Torino, Teatro Stabile dell'Umbria.
Tra i suoi lavori più significativi spiccano L'illusion comique di Corneille; Il principe di Homburg di Heinrich von Kleist; Filottete, Antigone, Elettra di Sofocle; Vestire gli ignudi di Luigi Pirandello; Il malinteso di Albert Camus; Antonio e Cleopatra, Timone d'Atene di William Shakespeare; Turandot di Carlo Gozzi; Aspettando Godot di Samuel Beckett.
Nei suoi spettacoli ha diretto molti attori celebri tra cui Tino Carraro, Gianni Santuccio, Mariano Rigillo, Carla Gravina, Kim Rossi Stuart, Eros Pagni, Giulio Brogi, Turi Ferro, Margaret Mazzantini, Lino Capolicchio, Delia Boccardo, Micaela Esdra, Roberto Herlitzka, Virginio Gazzolo, Massimo Popolizio, Giustino Durano, Paolo Graziosi, Edoardo Siravo, Guia Jelo.
Noto anche come regista d'opera, ha realizzato Norma per il Teatro Massimo Bellini di Catania, Battaglia di Legnano al Teatro di San Carlo di Napoli, Il crepuscolo degli dei al Teatro Verdi di Trieste, il ciclo dell'Anello del Nibelungo al Teatro Petruzzelli di Bari.
In Sicilia, nel 2007, mette in scena Trachinie di Sofocle nel Teatro greco di Siracusa per l'Istituto Nazionale del Dramma Antico.
Nel 2019 mette in scena Spettri di Ibsen per il Teatro Biondo di Palermo; nel cast, Massimo Venturiello, Micaela Esdra insieme a Riccardo Zini, Roberta Azzarone e Matteo Baronchelli.

## Vita privata
È sposato dal 1988 con l'attrice Micaela Esdra.